# Karen Poulsen
Karen Poulsen, född Lund 10 maj 1881 i Köpenhamn, död 15 februari 1953, var en dansk skådespelare. Under sin karriär uppträdde hon under namnen Karen Lund, Karen Thalbitzer och Karen Poulsen.
Poulsen var dotter till skådespelaren Olaf Poulsen (1849–1923) och Henriette Emilie Poulsen samt var kusin till skådespelarbröderna Adam och Johannes Poulsen. Karen Poulsen debuterade vid Det Kongelige Teater den 4 februari 1900 som Pernille i Mester Gert Westphaler. Därefter följde engagemang vid Dagmarteatern,  Århus Teater 1905–1908, Det Ny Teater och Det Kongelige Teater 1912–1938. Hon spelade också titelrollen i Hendes gamle Naade på Frederiksberg Teater.
Vid sidan av teatern verkade hon som filmskådespelare. Hon debuterade hos Nordisk Film 1911 och medverkade i ett 30-tal stumfilmer 1911–1922. År 1931 medverkade hon i sin första talfilm, Hotel Paradis. Hon medverkade i tretton talfilmer 1931–1950. Hon gjorde sällan större roller, men blev uppmärksammad för rollen som Maren i Ditte människobarn (1946). Hennes sista roll var som spådam i Historien om Hjortholm (1950). Hon var också flitigt använd i radioteatern och till uppläsning.
Poulsen var gift första gången från 1902 med skådespelaren Henrik Valdemar Lund, andra gången 1919–1928 med journalisten Bjørn Thalbitzer och tredje gången från 1928 med bankassistent Mogens la Cour Kruse. Karen Poulsen ligger begravd på Vestre Kirkegård i Köpenhamn.

## Filmografi i urval
- 1921 – Markens gröda
- 1922 – Det var en gång
- 1934 – Nøddebo Præstegård
- 1946 – Ditte människobarn